# Мюселлем
Мюселлем – у Османській імперії - член оджака мюселлемів – категорії селян, які за рахунок доходів із свої наділів були зобов’язані від свого оджака з 30 чоловік виставляти 5 чергових воїнів, які споряджались за рахунок решти жителів оджака. Ці воїни виконували допоміжну і обозні функції. За службу звільнялись від податків.